# Swertia paniculata
Swertia paniculata är en gentianaväxtart som beskrevs av Nathaniel Wallich. Swertia paniculata ingår i släktet Swertia och familjen gentianaväxter. Inga underarter finns listade i Catalogue of Life.